# ジェームズ・ハリス (初代マームズベリー伯爵)
初代マームズベリー伯爵ジェームズ・ハリス（英: James Harris, 1st Earl of Malmesbury GCB、1746年4月21日 - 1820年11月21日）は、イギリスの外交官、政治家、貴族。
18世紀後半に外交官として活躍した。とりわけ第四次英蘭戦争直後の1784年から1789年にかけて駐オランダ公使(後に大使)を務め、オランダ愛国派(反英・親仏・親米派)の抑制と駆逐に努めたことで知られる。1788年にマームズベリー男爵、1800年にマームズベリー伯爵に叙された。マームズベリー伯爵ハリス家の祖である。

## 経歴

### 生い立ち
1746年4月21日、ジェームズ・ハリスとその妻エリザベス（旧姓クラーク）の長男としてウィルトシャー・ソールズベリーに生まれる。一人息子であった。ハリス家はウィルトシャー・オーチェストンの旧家であり、平民ではあるが、紳士階級(地主)だった。父は著名な文法学者・哲学者であったが、政界に入り、下院議員から大蔵次官、侍従長を歴任した。音楽好きな父ジェームズの友人には著名な作曲家ゲオルク・フリードリヒ・ヘンデルがおり、ヘンデル作曲の数多くのオペラ作品が父に遺贈されている。
ソールズベリーのグラマースクールとウィンチェスター・カレッジを経てオックスフォード大学マートン・カレッジへ進学する。在学中チャールズ・ジェームズ・フォックスやウィリアム・イーデンらと交友した。1765年にはオランダ語の勉強のためにライデン大学に留学した。1766年に帰国したが、1767年にはオランダ、プロイセン、ポーランド、フランスなどへグランドツアーに出た。

### 外交の舞台へ
大ピット内閣南部担当国務大臣第2代シェルバーン伯爵ウィリアム・ペティにコネがあり、彼の口利きで外交官となり、スペイン大使館に勤務した。イギリスはこの時、フォークランド諸島をめぐってスペインとのあいだに戦争の危機をむかえていた。本国政府が妥協的であったのに対し、大使不在のなか、彼は一下僚の身でありながら直接スペインと交渉し、強硬策を講じてスペインを譲歩させ、結果として戦争を回避した。まだ、20代前半の若者であった。
1770年から1774年までと、1780年から叙爵される1788年までクライストチャーチ選挙区から選出されて庶民院議員を務めた。所属党派ははじめホイッグ党、のち小ピット派(トーリー党)だった。
1772年2月から1776年9月にかけて駐プロイセン公使、ついで1776年から1783年まで駐ロシア大使を務めた。プロイセンでは、フリードリヒ1世と対等に渡り合い、ロシアではアメリカ独立戦争の敗北によってヨーロッパで完全に孤立したイギリスを全力で支え、女帝エカテリーナ2世に反イギリス同盟に加わらないよう掛け合った。
これらの経験で外交官として名を馳せ、ミラボーから「狡猾かつ大胆なハリス」と恐れられた。

### 駐オランダ公使・大使
1780年から1784年にかけて第四次英蘭戦争があり、イギリスが勝利してオランダの愛国派（反英派・親仏派・親米派）を一時的に打倒した。しかしすぐに愛国派が盛り返して親英派の総督ヴィレム5世を威圧して再び政権を握った。こうした情勢のなか、1784年5月にハリスは駐オランダ公使に任命され、ハーグに派遣された。外務大臣カーマーゼン侯フランシス・オズボーンからは「オランダにおけるフランスの独裁的影響力をできる限り破壊せよ」と訓令されていた。
しかしオランダ国内の愛国派の影響力は拡大していく一方で、1785年にはオランダとフランスは同盟を締結した。ハリスはオランダの民衆に「この同盟は防衛同盟ではなく攻撃同盟であり、オランダ国民を侵略戦争に引きずり込むもの」と悪宣伝するとともに総督派支援を強化した。さらにプロイセンとの反仏・反愛国派同盟の締結を推進した。また財政上の不安からオランダにおいて積極政策を採りたがらない小ピットやジョージ3世を説得して工作資金の確保に努めた。

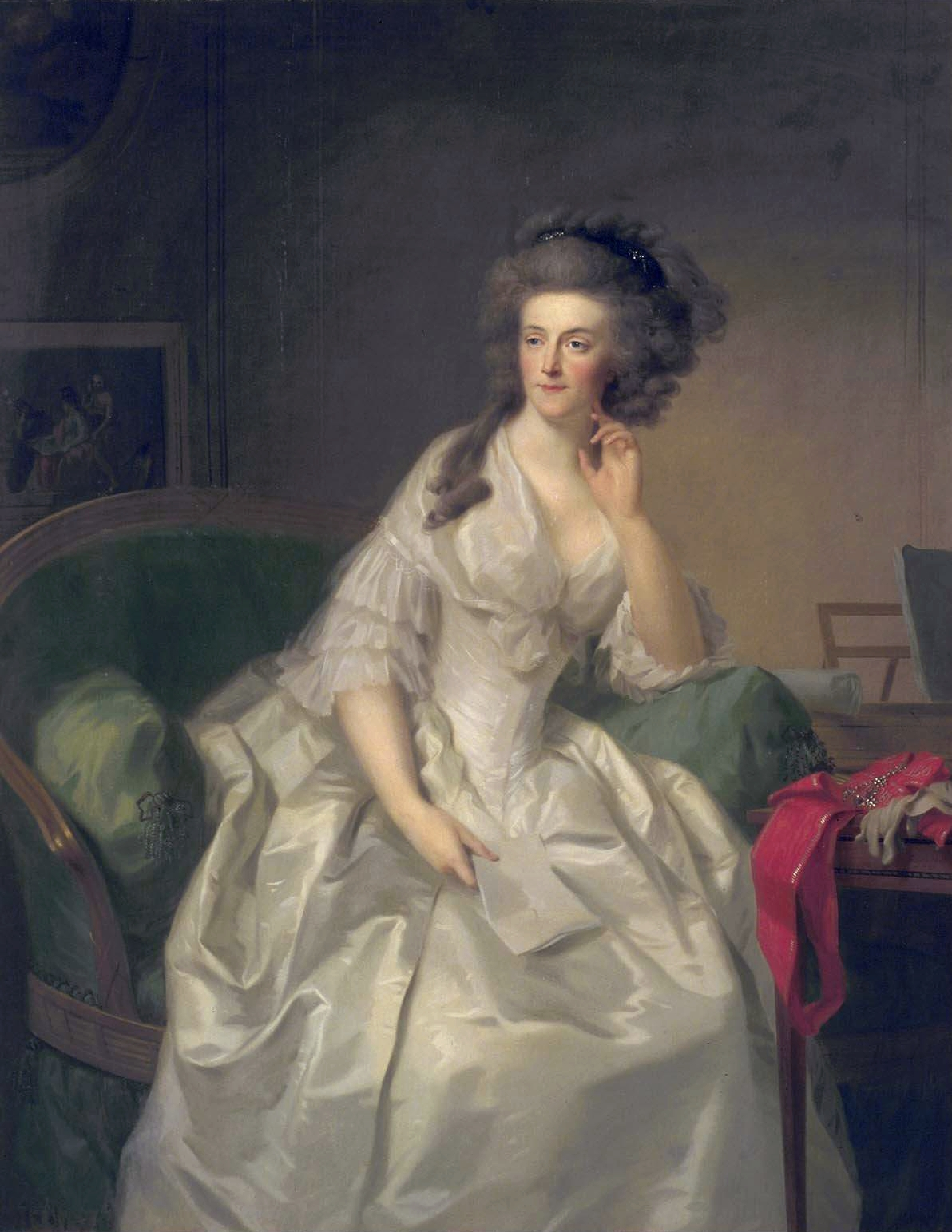
ヴィルヘルミーネ

1787年6月、愛国派に国を牛耳られていくことを危惧した総督夫人ヴィルヘルミーネは、議会で総督にオランダ支配権を戻すことを訴えるためハーグへ向かったが、愛国派の指揮する自由軍によって妨害されるという事件が起こった。総督夫人の兄プロイセン王フリードリヒ・ヴィルヘルム2世は激怒し、9月にも総督夫人侮辱の補償を求める最後通牒をオランダに送った。ハリスも自由軍がハーグに迫っており自分が危険にさらされていると本国に訴えることでプロイセン支援の援軍と物資をオランダに送らせた。自由軍は各地での無法行為により国民から嫌われており、9月13日からオランダ侵攻を開始したプロイセン軍はオランダ各地で歓迎された。9月20日にヴィレム5世と総督派軍がハーグに入城したが、この際に同行したハリスも歓迎された。これについてハリスは「私はこの成功に驚いている。一週間前には私はハーグから追放されるだろうと思っていた。しかし現在私の目の前から愛国派が逆に追放された。まるで夢のようだ」と書いている。1788年3月14日には公使から大使となった。
結局フランスはイギリスに牽制されて介入できず、オランダへの影響力を喪失。一方イギリスは1788年4月15日にオランダと、ついで8月13日にプロイセンとの間に同盟を締結した。
この一連の功績により1788年9月19日にマームズベリー男爵に叙せられ貴族院議員となった。プロイセンからも黒鷲勲章を贈られた。1789年にオランダ大使を退任した。
オランダにおけるイギリス・フランス・プロイセンの勢力争いを制し、逆にフランスを孤立させた手腕は高く評価されており、フランス随一の外交家シャルル＝モーリス・ド・タレーラン＝ペリゴールは、のちに「マームズベリー卿は当時、全欧的にもっとも卓抜した外交官であった」と称賛している。

### 対フランス戦争中
オランダからイギリスに帰国した直後は小ピット政権に反対するようになり、フォックスや皇太子ジョージ4世と親しい関係になった。
しかしその後、再び小ピットと親しくなり、1793年にはフランス革命戦争の中で再びプロイセン公使に就任した。1794年4月19日にはハーグでプロイセン外相クリスティアン・フォン・ハウグウィッツ伯爵との間に対フランス同盟を締結し、プロイセン軍に財政援助することを約した。プロイセンを対フランス戦から離脱させまいと尽力したが、その努力もむなしくプロイセンは徐々にイギリスとの同盟から離れ、1795年4月にはフランスと講和してしまった（1796年にはイギリスに宣戦布告）。
1796年にはフランス総裁政府との講和交渉のためにパリに派遣されたが、実を結ばなかった。1797年にも再び講和交渉のためリールに派遣されたが、その最中にフリュクティドール18日のクーデターで対英強硬派ジャコバン派が総裁政府の権力を握ったため、フランス側の要求が過大になり、交渉はまたも決裂した。
難聴のため1800年に公的生活から引退した。

### 引退後
1800年12月29日にマームズベリー伯爵に叙せられた。引退後も小ピットやジョージ・カニングと親しい関係を維持した。第3代ポートランド公爵ウィリアム・キャヴェンディッシュ＝ベンティンクからもたびたび外交問題について相談された。
1807年から1820年にかけては名誉職のハンプシャー統監を務めた。
1820年11月21日にロンドン・メイフィア・ヒル・ストリートで死去した。ソールズベリー大聖堂に埋葬された。爵位は長男のジェームズ・ハリスが継承した。

## 栄典

### 爵位
1788年9月19日に以下の爵位を新規に叙される。
- ウィルトシャー州におけるマームズベリーの初代マームズベリー男爵 (1st Baron Malmesbury, of Malmesbury in the County of Wiltshire)
(勅許状によるグレートブリテン貴族爵位)

1800年12月29日に以下の爵位を新規に叙される。
- 初代マームズベリー伯爵 (1st Earl of Malmesbury)
(勅許状によるグレートブリテン貴族爵位)
- サウスハンプトン州におけるハーンコートの初代フィッツハリス子爵 (1st Viscount FitzHarris, of Hurn Court in the County of Southampton)
(勅許状によるグレートブリテン貴族爵位)

### 勲章
- 1779年、バス騎士団(勲章)ナイト (KB)[4][5]

## 家族
1777年7月28日に初代準男爵サー・ジョージ・アミャンドの娘ハリエット・マリア(-1830)と結婚し、彼女との間に以下の2男2女を儲ける。
- 長男ジェームズ・エドワード・ハリス（英語版） (1778-1841) - 第2代マームズベリー伯爵位を継承
- 次男トマス・アルフレッド・ハリス (1782-1823) - 国教会聖職者
- 長女キャサリン・ハリス (-1855) - 陸軍軍人ジョン・ベル（英語版）大将と結婚
- 次女フランセス・ハリス (-1847) - 陸軍軍人ガルブレイス・ローリー・コール（英語版）大将と結婚